# Backworld
Backworld ist eine US-amerikanische Folk-Band, deren einzige konstante Besetzung der Sänger und Gitarrist Joseph Budenholzer ist. Die Gruppe wurde in New York City gegründet, wo sie auch heute, nach einem mehrjährigen Aufenthalt im schottischen Glasgow, wieder ansässig ist.

## Stil und musikalische Entwicklung
Budenholzer ist deutschstämmig und stammt aus Nebraska, wo er früh Erfahrungen mit Musik und Theater sammelte. Auch nach seinem Umzug nach New York war er zunächst in den Bereichen Theater und Film tätig, wo er experimentelle Soundscapes zu unterschiedlichen Projekten beisteuerte. Neben Performance-Künstlern wie Brian Moran (Blood Boy) arbeitete er v. a. mit Musikern wie Lydia Lunch und J. G. Thirlwell (Foetus) und Undergroundfilmern wie Richard Kern, Beth B. und Tessa Hughs-Freeland zusammen.
Backworld wurde 1993 gegründet, das erste Album „Holy Fire“ erschien 1996 über den englischen Vertrieb World Serpent. Die Band gründete dazu allerdings ein eigenes Label namens Harbinger House (heute Discalcula), auf dem ausschließlich Backworld-Veröffentlichungen erscheinen. Budenholzers Interesse an christlichen Themen und traditioneller englischer Musik spiegeln sich in den Songs ebenso sehr wie der Einfluss derzeitiger Apocalyptic-Folk-Bands. Letzteres prägte v. a. den Klang der frühen Veröffentlichungen, die stark von akustischen Gitarren, dezenter Keyboard-Untermalung und rezitativem Gesang dominiert wurde. Bei den folgenden zwei Alben „Isles of the Blest“ und „Anthems from the Pleasure Park“ wurde die elektronische Begleitmusik immer mehr durch weitere traditionelle bzw. klassische Instrumente wie Violine, Cello, Klarinette, Bodhrán etc. ersetzt. „Of Silver Sleep“ (2001) und einige darauf folgende kleinere Veröffentlichungen markieren außerdem einen Wandel hin zum Stil der amerikanischen Folkmusik der 60er Jahre, inhaltlich verschob sich die anfangs deutliche Haltung religiösen Zweifels immer mehr zugunsten einer christlichen Tendenz. 2007 erschien mit Good Infection nach längerer Unterbrechung das fünfte Album der Band, welches die Entwicklung fortführt.
Viele namhafte Gastmusiker haben sich bislang an Backworld beteiligt, zu nennen wären Underground-Größen wie David Tibet und Michael Cashmore (u. a. Current 93), Jarboe (ex-The Swans), Drew McDowall (Coil) oder Julia Kent (ex-Rasputina) und die bekannte Sängerin Isobel Campbell (ex-Belle and Sebastian und The Gentle Waves). Zur derzeitigen Besetzung zählt auch Maya Hardinge. Budenholzer spielt seinerseits auf Veröffentlichungen befreundeter Künstler mit, zu nennen sind ebenfalls Jarboe und Current 93, zudem Lydia Lunchs Spoken Words-Album „Matrikamantra“, 
Little Annies „Songs from the Coalmine Canary“ u. v. a.

## Diskografie
- Holy Fire (1996)
- Isles of the Blest (1998)
- Anthems from the Pleasure Park (1999)
- The Orchids (2000)
- Of Silver Sleep (2001)
- The Fourth Wall (2001)
- Seeds of Love (2003)
- All That Remains (2004)
- Good Infection (2007)
- Come The Bells (2011)